# Magali Messmer
Magali Messmer, född den 9 september 1971 i La Chaux-de-Fonds, är en schweizisk triathlet.
Hon tog OS-brons i damernas triathlon i samband med de olympiska triathlontävlingarna 2000 i Sydney.